# 布布尼夫西卡斯洛比德卡
49°42′0″N 31°42′38″E / 49.70000°N 31.71056°E
布布尼夫斯卡-斯洛比德卡（烏克蘭語：Бубнівська Слобідка）是位於烏克蘭中部的村莊，由切爾卡瑟州佐洛托諾沙區的皮什恰內市鎮負責管轄。該村始建於1650年，面積5.7平方公里，海拔高度132米，2001年人口1,454，人口密度每平方公里256.6人。